# Cozinhas, etc.
Cozinhas, etc. é um livro do arquiteto e historiador brasileiro Carlos Lemos publicado pela primeira vez no ano de 1976.

## Obra
Carlos Lemos é considerado um dos mais importantes arquitetos e historiadores da arquitetura no Brasil, tendo uma carreira iniciada no ano de 1950, logo após sua conclusão de curso na Universidade Presbiteriana Mackenzie.
Na publicação, Lemos faz um estudo sobre a questão das moradias populares no país. Apesar do título referir-se a cozinha, Lemos descreve e tenta decifrar quais os meandros de uma "casa operária". Para garantir isto, o autor faz um panorama de casas populares que vinham sendo construídas no país do fim do século XIX até as primeiras décadas do século XX - dada a industrialização passada no Brasil dentre esse período citado.
O livro é considerada uma fonte de estudos riquíssima para compreender a evolução arquitetônica das casas paulistas no passar das décadas e já foi base de referência para inúmeros estudos sobre o tema.

## Publicações
A primeira publicação do livro data o ano de 1976 sendo registrada na cidade de São Paulo, fazendo parte do catálogo da clássica coleção Debates, publicada pela Editora Perspectiva.
No ano de 1978, o livro ganhou uma segunda edição pela Editora Perspectiva.